# Радмила Карађорђевић
Принцеза Радмила Карађорђевић (девојачко Радоњић; 1907–1993) је била супруга српског краљевића Ђорђа.

## Биографија
Радмила Радоњић  је рођена 4. јула 1907. године. Пореклом је из старе и познате породице Радоњића, којима је 1756. године од стране Млетачке републике званично додељена наследна титула Гувернадура Црне Горе, а коју су носили све до „укидања” гувернадурства 1831. године.
Краљевић Ђорђе, брат краља Александра, једини је од Карађорђевића који након Другог светског рата није био протеран из Југославије. Године 1947. Радмила и краљевић Ђорђе су ступили у брак. Нису имали деце.
Радмила је умрла 13. маја 1993. године и сахрањена је породичном маузолеју Карађорђевића цркви св. Ђорђа на Опленцу код Тополе, крај свог супруга.

## Породица

### Родитељи
| име | слика | датум рођења | датум смрти |
| --- | ----- | ------------ | ----------- |
|     |       |              |             |
|     |       |              |             |

### Супружник
| име         | слика | датум рођења     | датум смрти       |
| ----------- | ----- | ---------------- | ----------------- |
| Принц Ђорђе |       | 27. август 1887. | 17. октобар 1972. |